# Frazier (Familienname)
Frazier ist eine Variante des schottischen Familiennamens Fraser, dessen genaue Namensherkunft ungewiss ist.

## Varianten
- Fraser, Frazer, Frasher
- Frasier, Frashier, Fraiser, Fraisser

## Namensträger
- Amy Frazier (* 1972), US-amerikanische Tennisspielerin
- Angelo Frazier, US-amerikanischer Basketballspieler
- Arthur Frazier, Pseudonym von Kenneth Bulmer (1921–2005), britischer Schriftsteller
- Brandon Frazier (* 1992), US-amerikanischer Eiskunstläufer
- Brenda Frazier (1921–1982), US-amerikanische Prominente
- Charles Frazier (1788–1831), schottisch-australischer Botaniker, siehe Charles Frazer (Botaniker)
- Charles Frazier (Mediziner) (Charles Harrison Frazier; 1870–1936), US-amerikanischer Mediziner
- Charles Frazier (1907–2002), US-amerikanischer Jazzmusiker siehe Charlie Frazier
- Charles Frazier (Videokünstler) (* 1930), US-amerikanischer Videokünstler
- Charles Frazier (Leichtathlet) (* 1938), US-amerikanischer Leichtathlet
- Charles Frazier (Schriftsteller) (* 1950), US-amerikanischer Schriftsteller
- Charlie Frazier (1907–2002), US-amerikanischer Jazzmusiker
- Chester Frazier (* 1986), US-amerikanischer Basketballspieler
- Chris Frazier (* 1990), deutschamerikanischer Basketballspieler
- Cie Frazier (1904–1985), US-amerikanischer Jazz-Schlagzeuger
- C. M. Frazier, US-amerikanischer Jurist und Politiker
- Dallas Frazier (1939–2022), US-amerikanischer Country-Musiker
- Darnella Frazier (* 2003), US-amerikanische Frau, siehe Tötung von George Floyd
- Dick Frazier (1918–1995), US-amerikanischer Autorennfahrer
- Dottie Frazier (1922–2022), US-amerikanische Taucherin
- E. Franklin Frazier (Edward Franklin Frazier; 1894–1962), US-amerikanischer Soziologe
- Herman Frazier (* 1954), US-amerikanischer Leichtathlet
- Holly Frazier (* 1970), US-amerikanische Reality-TV-Teilnehmerin, Schauspielerin, Autorin und Influencerin
- Ian Frazier (* 1951), US-amerikanischer Schriftsteller
- Jackie Frazier-Lyde (* 1961), US-amerikanische Boxerin
- Jake Frazier (um 1890–nach 1926), US-amerikanischer Jazzmusiker
- James B. Frazier (1856–1937), US-amerikanischer Politiker
- James Beriah Frazier junior (1890–1978), US-amerikanischer Politiker
- Joe Frazier (1944–2011), US-amerikanischer Boxer
- John Frazier (* 1944), US-amerikanischer Spezialeffektkünstler
- John Linley Frazier (1947–2009), US-amerikanischer Serienmörder
- Kenneth Frazier (* 1954), US-amerikanischer Manager
- LaGaylia Frazier (* 1962), afroamerikanische Sängerin
- Larry Frazier (* ≈1935), US-amerikanischer R&B- und Jazzgitarrist
- LaToya Ruby Frazier (* 1982), US-amerikanische Photographin und Videokünstlerin
- Leslie Frazier (* 1959), US-amerikanischer Footballtrainer
- Lynn Frazier (1874–1947), US-amerikanischer Politiker (North Dakota)
- Marvis Frazier (* 1960), US-amerikanischer Boxer
- Maude Frazier (1881–1963), US-amerikanische Politikerin
- Nelson Frazier (1971–2014), US-amerikanischer Wrestler
- Robert Frazier (* 1951), US-amerikanischer Dichter, Schriftsteller und Maler
- Ron Frazier (1939–2003), US-amerikanischer Film- und Theaterschauspieler
- Ted Frazier (Edward Hartwell Frazier; 1907–1971), US-amerikanischer Eishockeytorwart
- Thyrsa Anne Frazier Svager (1930–1999), Mathematikerin
- Tommie Frazier (* 1974), US-amerikanischer American-Football-Spieler
- Vanessa Frazier, maltesische Diplomatin und Botschafterin
- Walt Frazier (* 1945), US-amerikanischer Basketballspieler
- Winsome Frazier (* 1982), US-amerikanischer Basketballspieler